# بالكايوس دي لا سايرا
بلدية بالكايوس دي لا سايرا (بالإسبانية: Palacios de la Sierra)‏، هي إحدى بلديات مقاطعة برغش، التي تقع في منطقة قشتالة وليون، والتي تقع في شمال غرب إسبانيا.
يبلغ عدد سكانها 897 نسمة وفقاً لإحصائية سنة (2002).